# Буховецкое
Буховецкое (укр. Буховецьке) — село в Кетрисановской сельской общине Кропивницкого района Кировоградской области Украины.
До 2020 года входило в Бобринецкий район
Население по переписи 2001 года составляло 583 человека. Почтовый индекс — 27254. Телефонный код — 5257. Занимает площадь 1,216 км². Код КОАТУУ — 3520881201.